# Rhysodesmus perotenus
Rhysodesmus perotenus är en mångfotingart som beskrevs av Chamberlin 1943. Rhysodesmus perotenus ingår i släktet Rhysodesmus och familjen Xystodesmidae. Inga underarter finns listade i Catalogue of Life.